# Santa Marta (Penafiel)
Santa Marta ist eine Gemeinde (Freguesia) im portugiesischen Kreis Penafiel. In ihr leben 1285 Einwohner (Stand 30. Juni 2011).
Anta da Santa Marta liegt jenseits der Nationalstraße 15 und des Rio Cavalum, beim Ort Portela.